# Матвеево (городской округ Клин)
Матвеево (также им. Матвеева; ранее Гончаково) — деревня в Клинском районе Московской области, в составе Городского поселения Клин. Население — 12 чел. (2010). До 2006 года Матвеево входило в состав Решоткинского сельского округа.

## Расположение
Деревня расположена в центральной части района, примерно в 7 км к юго-западу от города Клин, на левом берегу реки Липня (левый приток Сестры), высота центра над уровнем моря 211 м. Ближайшие населённые пункты — Языково на противоположном берегу реки и Сидорково в 1 км на юго-восток.
Матвеево — родина Героя Советского Союза Павла Константиновича Матвеева.

## Население
| 2002 | 2006 | 2010 |
| ---- | ---- | ---- |
| 6    | →6   | ↗12  |